# فرناندو مينديز (لاعب كرة قدم)
فرناندو مينديز (بالبرتغالية: Fernando Mendes‏) (15 يوليو 1937 في البرتغال - 31 مارس 2016 في البرتغال) هو مدرب كرة قدم ولاعب كرة قدم برتغالي في مركز الوسط. شارك مع منتخب البرتغال لكرة القدم. أما مع النوادي، فقد لعب مع أتليتيكو كلوب دي برتغال وسبورتينغ لشبونة.

## مسيرته الكروية
لعب فرناندو مينديز خلال مسيرته الاحترافية مع ناديين في ثلاثة عشر موسمًا وسجل خلالها هدفين أثنين ضمن 178 مباراة. حيث فاز في موسم واحد بالكأس وثلاثة مواسم بالدوري.
خاض فرناندو مينديز مسيرته مع نادي سبورتينغ لشبونة في موسم 1956–57 ليلعب معه اثنا عشر موسمًا، مشاركًا في 166 مباراة سجل خلالها هدفًا واحدًا. ثم انتقل إلى نادي أتليتيكو كلوب دي برتغال في موسم 1968–69 لمدة موسم واحد، حيث شارك في 12 مباراة سجل خلالها هدفا وحيدًا أيضًا.

## وصلات خارجية
- فرناندو مينديز على موقع قاعدة بيانات كرة القدم.إي يو (الإنجليزية)
- فرناندو مينديز على موقع ناشيونال فوتبول تيمز (الإنجليزية)